# La Monstrueuse
 (octobre 2018).
Si vous disposez d'ouvrages ou d'articles de référence ou si vous connaissez des sites web de qualité traitant du thème abordé ici, merci de compléter l'article en donnant les références utiles à sa vérifiabilité et en les liant à la section « Notes et références ».
La Monstrueuse est un fanzine de bande dessinée français édité par Chacal Puant qui a connu trois numéros de 1995 à 1997.

## Descriptif
Ancrée dans la culture underground, elle était dirigée par Stéphane Blanquet. Les bandes dessinées y étaient indistinctement publiées en français ou en anglais, selon les auteurs (les étrangers publiant la plupart du temps en anglais).
En 1996, La Monstrueuse a reçu l'Alph'Art Fanzine du Festival d'Angoulême.

## Détail des numéros
- Numéro 1, 1995 : couverture de Killoffer, avec des participations de Steven Cerio, Vincent Vanoli, Rick Trembles, Brad Johnson, Nuvish, Mats !?, Gil Gozzer, Paquito Bolino, Julie Doucet, Jean-Christophe Menu, Caroline Sury, Henriette Valium, Stéphane Blanquet, Mike Diana, Yvang, Rémi Malingrëy et Mattt Konture.
- Numéro 2, 1996 : couverture de Caroline Sury, avec des participations de Mike Diana, Lézard-Fou, Mattt Konture, J. Vonk Berend, Henriette Valium, Rick Trembles, Vincent Vincent, Brad Johnson, Stéphane Blanquet, Siris, Laurent Lolmède, Julie Doucet, Matti Hagelberg et Thomas Ott.
- Numéro 3, 1997 : couverture de Placid, avec des participations de Melle X, Mattt Konture, Caroline Sury, Blexbolex, Brad Johnson, Stéphane Blanquet, Gil Gozzer, Kerozen, Jean-Christophe Menu, Matti Hagelberg, Yvang, Rémi, Rick Trembles, Richard Suicide, Lurent Lolmède, Paquito Bolino, Olive, Vincent Vanoli, Gérard Lattier et Anne Van der Linden.